# Chris Blackwell
Chris Blackwell (* 22. června 1937) je anglický podnikatel a hudební producent. Narodil se v Londýně, ale dětství strávil na Jamajce. Zde také v roce 1959, ve svých dvaadvaceti letech, založil hudební vydavatelství Island Records. Jako producent spolupracoval například se skupinami The B-52's a Traffic, stejně jako s hudebníky Jimem Capaldim, Grace Jones a Stevem Winwoodem. V roce 2001 byl uveden do Rock and Roll Hall of Fame.
Dlouhá léta se také věnuje jamajskému rumu a jeho propagaci. Spolu s Richardem Kirshenbaumem založil značku Blackwell Rum a v roce 2008 přišli s vlajkovým produktem – tmavým rumem vyráběným v destilerii J.Wray and Nephew, která v minulosti patřila Blakwellově rodině. Blackwell Rum získal řadu prestižních ocenění a je distribuován do mnoha světových trhů včetně USA a Evropy.